# Station Barnehurst
Station Barnehurst is een spoorwegstation van National Rail in de plaats Barnehurst in de London Borough of Bexley in het zuidoosten van de regio Groot-Londen, Engeland.